# Zbloudilá srdce
Zbloudilá srdce (originální francouzský název Cœurs) je francouzský film režiséra Alaina Resnaise z roku 2006 Žánrově jde o lehké drama s komediálními prvky, pojednávající o křehkých setkáních a odloučeních šestice lidí.
Film byl uveden na Mezinárodním filmovém festivalu v Soluni. Kromě jiných ocenění získal Stříbrného lva pro nejlepšího režiséra na Benátském filmovém festivalu, v Benátkách byl nominován na Zlatého lva a v sedmi kategoriích byl nominován na Césara.

## Děj
Thierry pracuje jako realitní makléř pod vedením Charlotte. Charlotte je silně věřící katolička a někdy chodívá pečovat o staré a nemocné lidi. Jednou půjčí Thierrymu videokazetu s náboženským hudebním programem, ten si jí ze zdvořilosti opravdu pustí a kromě nahraného programu na něj nalézá také sexuální scény neznámé ženy, pravděpodobně samotné Charlotte.
Nicole a Dan tvoří pár, ale postupně na ně přichází krize. Dan je po propuštění z armády už půl roku nezaměstnaný, ale místo hledání práce tráví svůj čas v nejrůznějších barech. V jeho oblíbeném baru pracuje barman Lionel, který ochotně naslouchá jeho problémům, i když pouze z profesionální povinnosti.
Když Lionel není v práci, pečuje o svého starého a nemocného otce. Než odejde do zaměstnání, pokaždé zařídí u otce přítomnost pečovatelky. Ten je ale mimořádně nesnesitelný a agresivní, což způsobuje, že žádná síla se v domácnosti nezdrží déle, než několik hodin. Jednou k Lionelovi přichází právě Charlotte. Chování nemocného je ještě hroznější, než obyčejně, ale Charlotte je pevně odhodlaná vytrvat, v čemž ji podporuje její víra v Boha.
Thierrymu se půjčená kazeta neočekávaně zalíbí, protože hudební program není zdaleka to jediné, co je na ní nahráno. Charlotte mu později půjčuje další nahrávky a Thierry si tak vynahrazuje to, co mu možná v hasnoucím vztahu s Gaëlle začíná chybět. Gaëlle se jednou neočekávaně vrací domů a nalézá Thierryho přímo při sledování těchto nahrávek. Výsledkem je další vztahová krize.
Nicole a Dan se v zájmu zachování jejich vztahu rozhodnou pro dočasné vzájemné odloučení a oba si začnou hledat nové, dočasné partnery. Na Danův seznamovací inzerát zareaguje právě Gaëlle a začíná nesmělé seznamování, mimochodem právě v baru, ve kterém působí Lionel. Přímo do baru později přichází Nicole oznámit Danovi, že se s ním definitivně rozchází. Nešťastnou náhodou je spolu vidí Gaëlle a také navždy odchází a vrací se k Thierrymu.
Charlotte přestává zvládat rostoucí problémy s Lionelovým otcem, který je i ve svém věku posedlý sexem, a rozhodne se upokojit jej způsobem, na který by pravděpodobně jiná pečovatelka nepřistoupila. Skutečně dosáhne svého cíle, zdravotní stav starého pana se však ještě tu samou noc zkomplikuje a musí být převezen do nemocnice. Otec všechno řekne Lionelovi a ten po později vypráví Charlotte, Lionel je však přesvědčen, že jde pouze o halucinace nemocného a Charlotte to sděluje spíš jako kuriozitu.
Film s pomocí této šestice postav řeší spojení lidí a křehkost a nenadálost jejich sbližování a rozchodů.

## Obsazení
| Sabine Azéma      | Charlotte, pečovatelka   |
| André Dussollier  | Thierry, realitní makléř |
| Isabelle Carré    | Gaëlle                   |
| Pierre Arditi     | Lionel, barman           |
| Lambert Wilson    | Dan, propuštěný voják    |
| Laura Morante     | Nicole                   |
| Claude Rich       | Arthur, hlas             |
| Françoise Gillard | televizní hlasatelka     |